# Elsie Rosaline Masson
Elsie Rosaline Masson (ur. 1890, zm. 1935) – australijska fotografka, pisarka i podróżniczka, a także żona polskiego antropologa Bronisława Malinowskiego. Napisała „Nieposkromione terytorium: północne terytorium Australii”, wydane w 1915.

## Życiorys
Była córką Davida Orme Massona. Miała z Malinowskim trzy córki, Józefę, Wandę i Helenę. Ostatnia z nich, Helena Malinowska Wayne, napisała kilka publikacji dotyczących życia swoich rodziców, między innymi „Historię małżeństwa: listy Bronisława Malinowskiego i Elsie Masson”.